# Persone di nome Ján
| Questa pagina contiene informazioni ricavate automaticamente dalle voci biografiche con l'ausilio del template Bio e di un bot. L'aggiornamento è periodico e automatico e ricostruisce completamente la pagina. Se manca una persona in questa lista, sei pregato di non aggiungerla, ma accertati piuttosto che la sua voce biografica contenga il template Bio e che i dati anagrafici siano correttamente compilati. Se il template Bio manca, inseriscilo tu stesso o, in alternativa, metti l'avviso {{tmp\|Bio}} che ne segnala la mancanza. Se i dati riportati sono sbagliati, correggi direttamente la voce biografica; le modifiche saranno visibili in questa lista entro pochi giorni. Per chiarimenti vedi il progetto antroponimi. La lista contiene solo le 90 persone che sono citate nell'enciclopedia e per le quali è stato implementato correttamente il template Bio. Pagina aggiornata al 16 ott 2024. |

Questa è una lista di persone presenti nell'enciclopedia che hanno il prenome Ján, suddivise per attività principale.

## Allenatori di calcio(6)
- Ján Ďurica, allenatore di calcio e ex calciatore slovacco (Dunajská Streda, n. 1981)
- Ján Kocian, allenatore di calcio e ex calciatore slovacco (Zlaté Moravce, n. 1958)
- Ján Kozák, allenatore di calcio e ex calciatore cecoslovacco (Matejovce nad Hornádom, n. 1954)
- Ján Kozák, allenatore di calcio e ex calciatore slovacco (Košice, n. 1980)
- Ján Mucha, allenatore di calcio e ex calciatore slovacco (Belá nad Cirochou, n. 1982)
- Ján Pivarník, allenatore di calcio e ex calciatore cecoslovacco (Cejkov, n. 1947)

## Arabisti(1)
- Ján Bakoš, arabista e traduttore slovacco (Modra, n. 1890 - Kolín, † 1967)

## Arcivescovi cattolici(1)
- Ján Babjak, arcivescovo cattolico slovacco (Hažín nad Cirochou, n. 1953)

## Attori(1)
- Ján Jamnický, attore, regista teatrale e sceneggiatore slovacco (Jasenová, n. 1908 - Poprad, † 1972)

## Avvocati(1)
- Ján Čipka, avvocato, imprenditore e attivista slovacco (Brezno, n. 1823 - Brezno, † 1902)

## Calciatori(24)
- Ján Andrejkovič, ex calciatore cecoslovacco (n. 1934)
- Ján Arpáš, calciatore cecoslovacco (Bratislava, n. 1917 - † 1976)
- Ján Bernát, calciatore slovacco (Prešov, n. 2001)
- Ján Čapkovič, ex calciatore cecoslovacco (Bratislava, n. 1948)
- Ján Droják, calciatore slovacco (n. 1922 - † 2004)
- Ján Földeš, calciatore slovacco (n. 1915 - † 1981)
- Ján Geleta, ex calciatore cecoslovacco (Partizánske, n. 1943)
- Ján Gogoľ, calciatore slovacco (n. 1917)
- Ján Greguš, calciatore slovacco (Nitra, n. 1991)
- Ján Hucko, calciatore e allenatore di calcio cecoslovacco (Dolný Kubín, n. 1932 - † 2020)
- Ján Karel, calciatore cecoslovacco (Udavské, n. 1924 - Prešov, † 2005)
- Ján Maslo, calciatore slovacco (Dolný Kubín, n. 1986)
- Ján Minárik, calciatore slovacco (Bytča, n. 1997)
- Ján Mucha, ex calciatore slovacco (Bojnice, n. 1978)
- Ján Novák, calciatore slovacco (Trebišov, n. 1985)
- Ján Novota, ex calciatore slovacco (Matúškovo, n. 1983)
- Ján Ondrášek, ex calciatore cecoslovacco (n. 1942)
- Ján Podhradský, calciatore slovacco (Kisač, n. 1917 - Bratislava, † 1998)
- Ján Popluhár, calciatore cecoslovacco (Bernolákovo, n. 1935 - Bernolákovo, † 2011)
- Ján Švehlík, ex calciatore cecoslovacco (Lovča, n. 1950)
- Ján Vlasko, calciatore slovacco (Bojnice, n. 1990)
- Ján Zápotoka, calciatore slovacco (Bardejov, n. 1988)
- Ján Zlocha, calciatore cecoslovacco (Bratislava, n. 1942 - Bratislava, † 2013)
- Ján Šlahor, ex calciatore slovacco (Piešťany, n. 1977)

## Cardinali(2)
- Ján Chryzostom Korec, cardinale e vescovo cattolico slovacco (Bošany, n. 1924 - Nitra, † 2015)
- Ján Krstiteľ Scitovský, cardinale e arcivescovo cattolico slovacco (Belá, n. 1785 - Esztergom, † 1866)

## Cestisti(2)
- Ján Hluchý, cestista e allenatore di pallacanestro cecoslovacco (Nové Mesto nad Váhom, n. 1925 - † 1994)
- Ján Hummel, ex cestista cecoslovacco (Bratislava, n. 1941)

## Ciclisti su strada(2)
- Ján Andrej Cully, ex ciclista su strada slovacco (n. 1995)
- Ján Svorada, ex ciclista su strada e dirigente sportivo cecoslovacco (Trenčín, n. 1968)

## Combinatisti nordici(1)
- Ján Klimko, combinatista nordico slovacco (Prešov, n. 1960)

## Compositori(3)
- Ján Levoslav Bella, compositore, direttore d'orchestra e docente slovacco (Liptovský Mikuláš, n. 1843 - Bratislava, † 1936)
- Ján Cikker, compositore slovacco (Banská Bystrica, n. 1911 - Bratislava, † 1989)
- Ján Meličko, compositore slovacco (Martin, n. 1846 - Martin, † 1926)

## Dirigenti sportivi(1)
- Ján Valach, dirigente sportivo e ex ciclista su strada slovacco (Myjava, n. 1973)

## Etnologi(1)
- Ján Podolák, etnologo e etnografo slovacco (Dolná Súča, n. 1926 - Bratislava, † 2017)

## Generali(1)
- Ján Golian, generale cecoslovacco (Dombóvár, n. 1906 - campo di concentramento di Flossenbürg, † 1945)

## Giornalisti(1)
- Ján Kuciak, giornalista slovacco (Štiavnik, n. 1990 - Veľká Mača, † 2018)

## Hockeisti su ghiaccio(2)
- Ján Laco, hockeista su ghiaccio slovacco (Liptovský Mikuláš, n. 1981)
- Ján Lašák, ex hockeista su ghiaccio slovacco (Zvolen, n. 1979)

## Imprenditori(1)
- Ján Nepomuk Bobula, imprenditore, editore e attivista slovacco (Dovalovo, n. 1844 - Budapest, † 1903)

## Ingegneri(1)
- Ján Bahýľ, ingegnere, inventore e pioniere dell'aviazione slovacco (Zvolenská Slatina, n. 1856 - Bratislava, † 1916)

## Letterati(1)
- Ján Benedikti, letterato e insegnante slovacco (Ľuboreč, n. 1796 - Kežmarok, † 1847)

## Militari(1)
- Ján Nálepka, ufficiale e partigiano slovacco (Smižany, n. 1912 - Ovruč, † 1943)

## Patrioti(1)
- Ján Rotarides, patriota slovacco (Horné Rykynčice, n. 1822 - Drienovo, † 1900)

## Pianisti(1)
- Ján Zimmer, pianista e compositore slovacco (Ružomberok, n. 1926 - Bratislava, † 1993)

## Pittori(2)
- Ján Mudroch, pittore slovacco (Senica, n. 1909 - Bratislava, † 1968)
- Ján Želibský, pittore slovacco (Jablonové, n. 1907 - Bratislava, † 1997)

## Poeti(5)
- Ján Botto, poeta slovacco (Vyšný Skálnik, n. 1829 - Banská Bystrica, † 1881)
- Ján Francisci-Rimavský, poeta, scrittore e traduttore slovacco (Hnúšťa, n. 1822 - Martin, † 1905)
- Ján Kostra, poeta, saggista e traduttore slovacco (Turčianska Štiavnička, n. 1910 - Bratislava, † 1975)
- Ján Poničan, poeta, scrittore e drammaturgo slovacco (Očová, n. 1902 - Bratislava, † 1978)
- Ján Smrek, poeta, scrittore e giornalista slovacco (Zemianske Lieskové, n. 1898 - Bratislava, † 1982)

## Politici(4)
- Ján Figeľ, politico slovacco (Čaklov, n. 1960)
- Ján Richter, politico slovacco (Zlaté Moravce, n. 1956)
- Ján Ursíny, politico e pastore protestante slovacco (Rakša, n. 1896 - Rakša, † 1972)
- Ján Čarnogurský, politico slovacco (Bratislava, n. 1944)

## Presbiteri(7)
- Ján Gotčár, presbitero, attivista e insegnante slovacco (Makov, n. 1823 - Presburgo, † 1883)
- Ján Hollý, presbitero, poeta e traduttore slovacco (Borský Mikuláš, n. 1785 - Dobrá Voda, † 1849)
- Ján Baltazár Magin, presbitero, poeta e storico slovacco (Vrbové, n. 1681 - Dubnica nad Váhom, † 1735)
- Ján Mallý-Dusarov, presbitero, patriota e editore slovacco (Skalica, n. 1829 - Esztergom, † 1902)
- Ján Országh, presbitero e attivista slovacco (Kláštor pod Znievom, n. 1816 - Turčiansky Ďur, † 1888)
- Ján Palárik, presbitero e drammaturgo slovacco (Raková, n. 1822 - Majcichov, † 1870)
- Ján Pöstényi, presbitero, saggista e editore slovacco (Kuklov, n. 1891 - Trnava, † 1980)

## Pugili(2)
- Ján Franek, ex pugile slovacco (Žilina, n. 1960)
- Ján Zachara, ex pugile cecoslovacco (Trenčín, n. 1928)

## Registi(1)
- Ján Kadár, regista slovacco (Budapest, n. 1918 - Los Angeles, † 1979)

## Saltatori con gli sci(1)
- Ján Tánczos, saltatore con gli sci slovacco (n. 1955)

## Scrittori(6)
- Janko Alexy, scrittore e pittore slovacco (Liptovský Mikuláš, n. 1894 - Bratislava, † 1970)
- Ján Chalupka, scrittore slovacco (Horná Mičiná, n. 1791 - Brezno, † 1871)
- Ján Kalinčiak, scrittore e poeta slovacco (Horné Záturčie, n. 1822 - Martin, † 1871)
- Ján Kollár, scrittore, archeologo e scienziato slovacco (Mošovce, n. 1793 - Vienna, † 1852)
- Ján Čajak, scrittore slovacco (Liptovský Ján, n. 1863 - Bački Petrovac, † 1944)
- Ján Čajak il giovane, scrittore e giornalista slovacco (Selenča, n. 1897 - Bratislava, † 1982)

## Scultori(1)
- Ján Kulich, scultore e insegnante slovacco (Zvolenská Slatina, n. 1930 - Bratislava, † 2015)

## Storici dell'arte(1)
- Ján Bakoš, storico dell'arte slovacco (Bratislava, n. 1943)

## Tennisti(1)
- Ján Krošlák, ex tennista slovacco (Bratislava, n. 1974)

## Velocisti(1)
- Ján Volko, velocista slovacco (Bratislava, n. 1996)

## Vescovi cattolici(2)
- Ján Eugen Kočiš, vescovo cattolico slovacco (Pozdišovce, n. 1926 - Prešov, † 2019)
- Ján Vojtaššák, vescovo cattolico slovacco (Zákamenné, n. 1877 - Říčany, † 1965)